# Bajonnette
 Bajonnette  es una población y comuna francesa, ubicada en la región de Mediodía-Pirineos, departamento de Gers, en el distrito de Condom y cantón de Mauvezin.

## Demografía
| 152 | 159 | 146 | 135 | 103 | 92 |
| Para los censos de 1962 a 1999 la población legal corresponde a la población sin duplicidades (Fuente: INSEE [Consultar]) |     |     |     |     |    |